# 사라왁 FA
사라왁 FA (Pasukan Bola Sepak Negeri Sarawak)는 말레이시아 풋볼 리그에서 1974년부터 2020년까지 말레이시아 사라왁의 말레이시아 지역(구 주)  말레이시아 축구 리그가 2021년까지 국내 상위 2개 리그에서 경쟁하는 모든 팀을 프로 클럽으로 운영하거나 프로 클럽으로 변경할 것을 요구하기 전에는 말레이시아 축구 구조 의 14개 말레이시아 클럽 팀 중 하나였다.
사라왁 FA는 프로 축구 클럽으로 운영되는 축구 팀이 아니라 주로 주 정부 보조금에 의존하는 말레이시아 주립 축구 협회에서 자금을 지원하고 운영하는 팀이였다. 당시의 팀 운영 방식은 2021년 이전에도 구 말레이시아 축구 시스템에서 경쟁하는 다른 모든 말레이시아 주립 축구팀과 매우 유사했다. 이 구단은 사라왁 축구 협회 (FAS)에서 운영했기 때문에 말레이시아 축구 시스템이나 리그(2020년 이전)에 익숙하지 않은 사람들에게 단순히 사라왁 FA 로 알려졌었다. 반면에 말레이시아 축구를 따르는 사람들에게 팀은 단순히 사라왁 또는 사라왁 주립 축구 팀으로 불렸다
팀의 홈 경기는 사라왁의 수도 인 쿠칭에 있는 26,000명을 수용할 수 있는 사라왁 주립 경기장 에서 열렸었다.
말레이시아 축구 영예와 트로피를 수상한 이 구단은 1992년 말레이시아 FA 컵, 1997년 구 말레이시아 프리미어 리그 (당시 말레이시아 최고 디비전 리그), 1998년 말레이시아 채리티 쉴드에서 우승했었다. 2013년에는 2부 리그인 말레이시아 프리미어 리그에서 12년 만에 국내 우승컵을 들어올렸으며, 이듬해에는 말레이시아 1부 리그인 말레이시아 슈퍼 리그로 승격했다.
또한 2020년 말레이시아 축구 3부 리그인 말레이시아 M3 리그 에서 마지막으로 뛰었지만 당시 팀을 운영하는 팀의 모체인 FAS가 직면한 재정적 제약으로 인해 사라왁 FA는 말레이시아 M3으로 소속으로 등록되지 못 했다.  팀이 2021 말레이시아 M3 리그에서 등록되지 못했기 때문에 말레이시아의 많은 축구 팬들은 사라왁에서 한때 전설적인 팀의 마지막을 보게 되었다. 2020년부터 말레이시아 축구의 2부 리그인 말레이시아 프리미어 리그 에서 경쟁하기 위해 사라왁 유나이티드 라는 이름을 사용하기 시작한 FAS의 지원을 받는 클럽이 있지만, 사라왁 축구 순수주의자들은 팀을 후계자가 아닌 구 사라왁 FA 팀의 "환생"이라고도 불린다.